# İbrahim Kutluay
İbrahim Kutluay,  (nacido el 7 de enero de 1974 en Yalova, Turquía) es un ex baloncestista turco  que medía 1,97 metros y cuya posición en la cancha era la de escolta.

## Palmarés
- 1998 Máximo anotador de la Euroliga con a 21.4 puntos por partido, con el Fenerbahçe.
- 2001: Liga griega, Panathinaikos BC.
- 2001: Copa de Grecia AEK Atenas. MVP.
- 2001:  Medalla de plata en el Eurobasket 2001
- 2002: Euroliga, con Panathinaikos BC. Máximo anotador de la final (22 puntos).
- 2003: Liga griega, Panathinaikos BC.
- 2005: Liga griega, Panathinaikos BC.
- 2005: Copa de Grecia, Panathinaikos BC.
- 2005: Liga turca de baloncesto, con Ülker Estambul.
- 2005 & 2006: Copa del Presidente de Turquía, Ülker Istanbul.
- 2007: Liga turca de baloncesto, Fenerbahçe Ülker.